# Sixtus I
Sixtus I (eller Xystus), född år 42 i Rom, död omkring 125 i Rom, var enligt traditionen påve från cirka 115 till sin död cirka 125. Han vördas som helgon i Katolska kyrkan, med minnesdag 6 april.

## Biografi
Sixtus var romare, och son till en man vid namn Pastor. Det förekommer flera sinsemellan oförenliga uppgifter om dateringen av hans pontifikat. Enligt Eusebios, som i sin Chronicon använder nu förkomna kataloger över påvar, förlägger det till 114–124, men i sin Historia ecclesiastica till 114–128. I Catalogus Liberianus finns istället uppgiften 117–126. Pontifikatet varade i vilket fall i ungefär tio år.
Sixtus antog enligt Liber Pontificalis tre viktiga författningar:
1. Endast präster fick röra heliga kärl
2. biskopar som uppsökt Heliga stolen skulle inte bli mottagna i sitt biskopsdöme om de inte hade med sig ett påvligt kreditivbrev, och
3. präster skulle recitera Sanctus (den liturgiska acklamationen) tillsammans med folket under mässan.

Han är upptagen i flera martyrologier, och enligt traditionen halshöggs han. Den Sixtus som firas i den kanoniska mässan, är dock inte denne, utan hans efterträdare Sixtus II.
Han begravdes i Vatikanbasilikan, bredvid Petrus. Det finns uppgifter om att hans reliker fördes till Alatri år 1132, medan andra gör gällande att han ännu finns i basilikan i Rom. En del av hans reliker kan ha förts till Sankt Mikaelsklostret i Lorraine.